# Johann Friedrich Kees
Johann Friedrich Kees (* 14. April 1812 in Gelnhausen; †  12. Juli 1864 ebenda) war ein deutscher Stadtrat und Mitglied der kurhessischen Ständeversammlung.

## Leben
Johann Friedrich Kees war ein Sohn des Stadtmüllers Johann Friedrich Kees und dessen Ehefrau Caroline Schmidt. 
In der Gelnhausener Stadtverwaltung war er als Stadtrat Mitglied des Magistrats und hatte in den Jahren von 1852 bis 1854 ein Mandat für die Zweite Kammner der kurhessischen Ständeversammlung.
Diese war nach den Unruhen im Jahre 1830 zum Zweck der Beratung und Verabschiedung einer Verfassung gebildet worden und hatte bis 1866 Bestand, als das Land Hessen durch Preußen annektiert wurde. Kees war zuletzt Alterspräsident im Parlament.